# Helmut Leder
Helmut Leder (Bardenberg, 19 dicembre 1963) è un professore di psicologia all'Università di Vienna (Austria), Dipartimento di ricerca psicologica generale e metodi di ricerca, facoltà di psicologia.
Attualmente ricopre le posizioni di capodivisione del dipartimento di ricerca psicologica generale e vice capodivisione della piattaforma di ricerca delle scienze cognitive. Laureato in psicologia nel 1990 alla RWTH Aachen University, ha conseguito il dottorato di ricerca in psicologia nel 1995 presso l'Università di Friburgo. 
La sua ricerca nel campo dell'estetica sperimentale intende chiarire i processi psicologici coinvolti nell'apprezzamento di arte ed estetica.

## Inizi di carriera e ricerca
Tra il 1996 e il 2007, Leder ha mantenuto diverse posizioni. È stato ricercatore invitato presso diverse Istituzioni, quali l'Università di Stirling, l'Università di Friburgo, la Freie Universität Berlin, l'Advanced Telecommunication Research Institute International di Kyoto, l'Università di Vienna, e, negli Stati Uniti, l'Università del Michigan (Ann Arbor), l'USC (Los Angeles) e l'UCSD (San Diego).
Il centro d'interesse della sua ricerca sono stati i processi di fondo alla percezione e il riconoscimento di facce umane, in particolare l'elaborazione di informazioni configurali e relazionali. All'interno di questo ambito generale ha sviluppato una linea di ricerca dei fattori che contribuiscono all'evaluazione di avvenenza facciale. Un altro fulcro di ricerca è stato l'impatto di design sull'evaluazione e fruibilitá, con particolare riguardo ad interni di macchine e occhiali.

## Posizione e ricerca attuale
Dal 2004 Leder è professore di ruolo presso l'Università di Vienna e capodivisione del Dipartimento di ricerca psicologica generale e metodi di ricerca. 
Dal 2011 è vice capodivisione della piattaforma di ricerca delle Scienze cognitive all'Università di Vienna. Nel 2004 ha fondato il Centro di Ricerca della psicologia dell'estetica, attraverso il quale, oltre a continuare le sue linee di ricerca, ha sviluppato un ampio programma di ricerca sulla psicologia dell'estetica e dell'arte. Questo programma fu introdotto come un modello cognitivo dell'apprezzamento dell'arte in una pubblicazione nel British Journal of Psychology. Questo modello ha contribuito ad elaborare molti esperimenti sulle fondamenta cognitive dell'arte, della neuroestetica, del product e web design, ecc. Da un'analisi delle citazioni si scopre che risulta essere la più citata tra tutte le pubblicazioni nel British Journal of Psychology nel 2004 e la seconda più citata dalla sua pubblicazione; inoltre le citazioni sono aumentate ogni anno.

## Premi
La ricerca di Leder ha ricevuto diversi riconoscimenti, con premi da alcune delle principali associazioni professionali nel campo della psicologia dell'estetica. 
Nel 2002 ha ricevuto il premio Alexander Gottlieb Baumgarten dall'Associazione Internazionale di Estetica Empirica (di cui è stato presidente dal 2014 al 2018). Nel 2004 ha vinto il premio Daniel E. Berlyne dell'American Psychological Association (APA), divisione 10: Società per la psicologia dell'estetica, creatività e dell'arte. Nel 2008 gli è stata assegnata una borsa di ricerca internazionale dall'Associazione Internazionale di Estetica Empirica.

## Scelta di pubblicazioni
- Leder, H. and Bruce, V. (2000). When inverted faces are recognized: The role of configural information in face recognition. Quarterly Journal of Experimental Psychology Section A-Human Experimental Psychology, 53: 513-536.
- Leder, H., Belke, B., Oeberst, A. and Augustin, D. (2004). A model of aesthetic appreciation and aesthetic judgements. British Journal of Psychology, 95: 489-508.
- Leder, H. and Carbon, C. C. (2006). Face-specific configural processing of relational information. British Journal of Psychology, 97: 19-29.